# Andipalayam
Andipalayam es una ciudad censal situada en el distrito de Tirupur en el estado de Tamil Nadu (India). Su población es de 25539 habitantes (2011). Se encuentra a 1 km de Tirupur y a 46 km de Coimbatore.

## Demografía
Según el censo de 2011 la población de Andipalayam era de 25539 habitantes, de los cuales 12773 eran hombres y 12766 eran mujeres. Andipalayam tiene una tasa media de alfabetización del 83,69%, superior a la media estatal del 80,09%: la alfabetización masculina es del 88,12%, y la alfabetización femenina del 79,28%.